# Список головних тренерів ФК «Шахтар» (Донецьк)
Нижче наведений список головних тренерів футбольного клубу «Шахтар» (Донецьк, Україна), їх статистика та досягнення у клубі.
«Шахтар» (попередні назви: «Вугільники» — 1936 рік, «Стахановець» — 1936–1946, «Шахтар» — з 1946) — український футбольний клуб з міста Донецьк, що виступає в Прем'єр-лізі України. Першим та єдиним серед українських клубів здобув Кубок УЄФА. Володар Суперкубка СРСР, чотириразовий — Кубка СРСР, тринадцятиразовий чемпіон України, тринадцять разів здобував Кубок України, дев'ять — Суперкубок України.
Перший офіційний матч в чемпіонаті СРСР «Вугільники» провели в Казані проти місцевої команди «Динамо», де поступилися з рахунком 4:1. Першим тренером клубу був Микола Григорович Наумов. За всю історію клубу його очолювали 37 головних тренерів, останнім з яких від 24 жовтня 2023 року є боснієць - Маріно Пушич .
Найбільшу кількість матчів (574) клуб провів під керівництвом румунського фахівця Мірчі Луческу, який очолював донецький «Шахтар» з 2004 по 2016 рік. Луческу також займає перше місце за кількістю перемог — 389.

## Список тренерів
Інформація відредагована станом на 21 грудня 2024 року. В статистику включені лише офіційні матчі на внутрішній та міжнародній аренах.
| М | кількість зіграних матчів | В | кількість виграних матчів | П | кількість програних матчів | Н | кількість нічіїх |

| Фото | Тренер                  | Громадянство       | Початок роботи    | Закінчення роботи | М   | В   | Н   | П   | %    | Досягнення | Прим.                             |
| ---- | ----------------------- | ------------------ | ----------------- | ----------------- | --- | --- | --- | --- | ---- | --- | --------------------------------- |
|      | Микола Наумов           | СРСР               | 24 травня 1936    | 1937              | 28  | 10  | 5   | 13  | 35.7 | | [ 9 ] [ 10 ]                      |
|      | Василь Борисенко        | СРСР               | 1938              | серпень 1938      | 21  | 11  | 3   | 7   | 52.3 | | [ 11 ] [ 12 ] [ 9 ]               |
|      | Григорій Архангельський | СРСР               | 1938              | 1939              | 63  | 24  | 18  | 21  | 38.1 | | [ 9 ] [ 13 ] [ 14 ]               |
|      | Абрам Дангулов          | СРСР               | липень 1939       | липень 1941       | 58  | 20  | 10  | 28  | 34.4 | | [ 15 ] [ 9 ]                      |
|      | Микола Кузнецов         | СРСР               | 1944              | 1945              | 20  | 10  | 5   | 5   | 50.0 | | [ 16 ] [ 17 ] [ 9 ]               |
|      | Олексій Костилєв        | СРСР               | 1946              | 1948              | 62  | 33  | 14  | 15  | 53.2 | | [ 18 ] [ 9 ]                      |
|      | Георгій Мазанов         | СРСР               | березень 1949     | 1949              | 35  | 5   | 8   | 22  | 14.2 | | [ 19 ] [ 9 ]                      |
|      | Віктор Новіков          | СРСР               | 1950              | 1951              | 74  | 31  | 18  | 25  | 41.8 | Чемпіонат СРСР 1951 (бронзовий призер) | [ 20 ] [ 9 ] [ 21 ] [ 22 ]        |
|      | Костянтин Квашнін       | СРСР               | 1952              | 1952              | 17  | 2   | 6   | 9   | 11.7 | | [ 23 ] [ 9 ]                      |
|      | Олександр Пономарьов    | СРСР               | 1953              | 8 червня 1956     | 93  | 45  | 28  | 20  | 48.3 | | [ 9 ]                             |
|      | Василь Єрмілов          | СРСР               | 9 червня 1956     | 1957              | 35  | 15  | 6   | 14  | 42.8 | | [ 9 ] [ 24 ]                      |
|      | Абрам Дангулов          | СРСР               | 1958              | 1958              | 23  | 9   | 3   | 11  | 39.1 | | [ 9 ]                             |
|      | Віктор Новіков          | СРСР               | 1959              | 1959              | 24  | 5   | 5   | 14  | 20.8 | | [ 20 ] [ 9 ]                      |
|      | Костянтин Щегоцький     | СРСР               | 1959              | 27 травня 1960    | 32  | 8   | 7   | 17  | 25.0 | | [ 9 ]                             |
|      | Олег Ошенков            | СРСР               | 26 червня 1960    | жовтня 1969       | 364 | 136 | 108 | 120 | 37.3 | Кубок СРСР: 1961, 1962; 1963 (фіналіст) | [ 9 ] [ 25 ] [ 26 ] [ 27 ]        |
|      | Юрій Войнов             | СРСР               | 1969              | 6 липня 1970      | 49  | 11  | 16  | 2   | 22.4 | | [ 28 ] [ 29 ] [ 30 ] [ 9 ] [ 31 ] |
|      | Артем Фальян            | СРСР               | 13 липня 1970     | 15 липня 1971     | 37  | 15  | 7   | 15  | 40.5 | | [ 32 ] [ 33 ] [ 9 ] [ 34 ]        |
|      | Микола Морозов          | СРСР               | липень 1971       | грудень 1971      | 19  | 6   | 4   | 9   | 31.5 | | [ 35 ] [ 36 ] [ 9 ] [ 37 ]        |
|      | Олег Базилевич          | СРСР               | 1972              | 1973              | 79  | 38  | 22  | 19  | 48.1 | | [ 38 ] [ 9 ] [ 39 ] [ 40 ]        |
|      | Юрій Захаров            | СРСР               | січень 1974       | 6 серпня 1974     | 25  | 9   | 9   | 7   | 36.0 | | [ 41 ] [ 9 ] [ 42 ]               |
|      | Володимир Сальков       | СРСР               | 14 серпня 1974    | 1978              | 163 | 74  | 46  | 43  | 45.4 | Чемпіонат СРСР: 1975 (віце-чемпіон), 1978 (бронзовий призер) Кубок СРСР: 1978 (фіналіст) | [ 43 ] [ 44 ] [ 45 ] [ 9 ]        |
|      | Віктор Носов            | СРСР               | 1979              | 1985              | 290 | 125 | 67  | 98  | 43.1 | Чемпіонат СРСР: 1979 (віце-чемпіон) Кубок СРСР: 1980, 1983; 1985 Суперкубок СРСР: 1984 | [ 46 ] [ 47 ] [ 9 ]               |
|      | Олег Базилевич          | СРСР               | 1986              | 1986              | 38  | 13  | 12  | 13  | 34.2 | Кубок СРСР: 1986 (фіналіст) | [ 38 ] [ 9 ] [ 39 ]               |
|      | Анатолій Коньков        | СРСР               | 1986              | 1989              | 161 | 56  | 44  | 61  | 34.7 | | [ 48 ] [ 9 ]                      |
|      | Валерій Яремченко       | СРСР/ Україна      | червень 1989      | 1994              | 209 | 88  | 61  | 60  | 42.1 | Чемпіонат України: 1994 (віце-чемпіон) | [ 9 ] [ 49 ]                      |
|      | Володимир Сальков       | Росія              | 1995              | серпень 1995      | 34  | 14  | 9   | 11  | 41.1 | Кубок України:1995 | [ 43 ] [ 9 ]                      |
|      | Валерій Рудаков         | Україна            | вересень 1995     | червень 1996      | 36  | 14  | 9   | 13  | 38.8 | | [ 9 ] [ 50 ]                      |
|      | Валерій Яремченко       | Україна            | липень 1996       | 31 березня 1999   | 105 | 68  | 18  | 19  | 64.7 | Чемпіонат України: 1997, 1998 (віце-чемпіон) Кубок України:1997 (фіналіст) | [ 51 ] [ 52 ] [ 53 ] [ 9 ]        |
|      | Анатолій Бишовець       | Росія              | 1 квітня 1999     | 1 жовтня 1999     | 26  | 14  | 5   | 7   | 53.8 | Чемпіонат України: 1999 (віце-чемпіон) | [ 54 ] [ 55 ] [ 9 ]               |
|      | Олексій Дрозденко       | Україна            | 1 жовтня 1999     | 16 листопада 1999 | 6   | 3   | -   | 3   | 50.0 | Чемпіонат України: 2000 (віце-чемпіон) | [ 56 ] [ 57 ] [ 9 ]               |
|      | Віктор Прокопенко       | Україна            | 17 листопада 1999 | 12 жовтня 2001    | 78  | 54  | 12  | 12  | 69.2 | Чемпіонат України: 2001 (віце-чемпіон) Кубок України: 2001 | [ 9 ] [ 58 ] [ 59 ]               |
|      | Валерій Яремченко       | Україна            | 12 жовтня 2001    | 8 січня 2002      | 7   | 4   | 1   | 2   | 57.1 | Чемпіонат України: 2001 (віце-чемпіон) | [ 9 ]                             |
|      | Невіо Скала             | Італія             | 9 січня 2002      | 18 вересня 2002   | 30  | 20  | 7   | 3   | 66.6 | Чемпіонат України: 2002 Кубок України: 2002 | [ 9 ] [ 60 ] [ 61 ]               |
|      | Валерій Яремченко       | Україна            | 19 вересня 2002   | 12 червня 2003    | 31  | 19  | 5   | 7   | 61.2 | Чемпіонат України: 2003 (віце-чемпіон) | [ 9 ] [ 62 ]                      |
|      | Бернд Шустер            | Німеччина          | 13 червня 2003    | 5 травня 2004     | 38  | 24  | 7   | 7   | 63.1 | Кубок України: 2003 | [ 9 ] [ 63 ] [ 64 ]               |
|      | Віктор Прокопенко       | Україна            | 8 травня 2004     | 16 травня 2004    | 2   | 2   | -   | -   | 100  | | [ 9 ]                             |
|      | Мірча Луческу           | Румунія            | 17 травня 2004    | 21 травня 2016    | 574 | 389 | 92  | 93  | 67.7 | Кубок УЄФА 2009 Суперкубок УЄФА: 2009 (фіналіст) Чемпіонат України: 2005, 2006, 2008, 2010, 2011, 2012, 2013, 2014; віце-чемпіон: 2004, 2007, 2009, 2015, 2016 Кубок України: 2004, 2008, 2011, 2012, 2013, 2016; срібний призер: 2005, 2007, 2009, 2014, 2015 Суперкубок України: 2005, 2008, 2010, 2012, 2013, 2014, 2015 фіналіст: 2004, 2006, 2007, 2011 | [ 9 ] [ 65 ] [ 66 ] [ 67 ]        |
|      | Паулу Фонсека           | Португалія         | 31 травня 2016    | 12 червня 2019    | 138 | 102 | 19  | 17  | 73.9 | Чемпіонат України: 2017, 2018, 2019 Кубок України: 2017, 2018, 2019 Суперкубок України: 2016, 2017, фіналіст: 2018, 2019 | [ 9 ] [ 68 ] [ 69 ] [ 70 ]        |
|      | Луїш Каштру             | Португалія         | 12 червня 2019    | 12 травня 2021    | 83  | 50  | 16  | 17  | 60.2 | Чемпіонат України: 2020 Суперкубок України: фіналіст: 2020 | [ 71 ] [ 72 ] [ 73 ]              |
|      | Роберто Де Дзербі       | Італія             | 25 травня 2021    | 11 липня 2022     | 29  | 19  | 5   | 5   | 65.5 | Чемпіонат України: 2021 Суперкубок України: 2021, | [ 74 ]                            |
|      | Ігор Йовичевич          | Хорватія           | 14 липня 2022     | 1 липня 2023      | 40  | 24  | 10  | 6   | 60.0 | Чемпіонат України: 2022 | [ 75 ]                            |
|      | Патрік ван Леувен       | Нідерланди         | 03 липня 2023     | 16 жовтня 2023    | 13  | 8   | 3   | 2   | 61.5 | | [ 76 ]                            |
|      | Маріно Пушич            | Боснія/ Нідерланди | 24 жовтня 2023    | 24 травня 2025    | 52  | 33  | 7   | 12  | 63.4 | Чемпіонат України: 2024 Кубок України: 2024 | [ 77 ]                            |